# Compagnie des Fous de Clèves
La Compagnie des Fous de Clèves qu'on retrouve également appelée Confrérie des Fous, Ordre des Fous, Compagnie, Société ou Ordre du Fou est une société festive et carnavalesque fondée à Clèves le 13 juin 1381 par le comte Adolphe Ier et comptant 36 participants. Elle serait à l'origine de la Compagnie de la Mère Folle de Dijon.
Telle est l'opinion qu'énonce en 1809 Bernard Picart cité ici. Dans un souci de clarté des intertitres modernes ont été ajoutés ici au texte d'origine :

## La Compagnie de la Mère folle de Dijon et la Compagnie des Fous de Clèves
Quoiqu'on ne puisse rien dire de certain touchant le premier établissement de cette compagnie (de la Mère folle de Dijon), on voit cependant dans le Prospectus des historiens de Bourgogne de M. de la Marre, qu'elle était établie du temps du duc Philippe-le-Bon. Elle fut encore confirmée, dit M. de la Marre, par Jean d'Amboise, évêque et duc de Langres, gouverneur de Bourgogne en 1454. Festum Fatuorum, ajoute M. de la Marre, c'est ce que nous appelons la Mère-Folie.
Telle est l'époque la plus reculée que je puisse trouver de cette société ; à moins qu'on ne veuille dire avec le P. Menestrier, qu'elle vient peut-être d'Engelbert de Clèves, gouverneur du duché de Bourgogne, qui avait introduit à Dijon cette espèce de spectacle ; car je trouve, poursuit cet auteur, qu'Adolphe, comte de Clèves, fit dans ses états une espèce de société composée de trente-six gentilshommes, ou seigneurs, qu'il nomma la Compagnie des Fous. Cette compagnie s'assemblait tous les ans au temps des vendanges, le premier ou second dimanche du mois d'octobre, où ils mangeaient tous ensemble, tenaient cour plénière, et faisaient des divertissements de la nature de ceux de Dijon, élisant un roi et six conseillers pour présider à cette fête. Voici les lettres de cette institution, traduites de l'original allemand, très-fidèlement conservé dans les archives du comté de Clèves.

## Lettres de l'institution de la Société du Fou, établie à Clèves en 1381.
Nous tous qui avons mis nos sceaux à ces présentes lettres, savoir faisons, et reconnaissons, qu'après une mûre délibération de notre bonne volonté, et pour l'affection et amitié particulière que nous nous portons l'un à l'autre, nous avons résolu et conclu de faire entre nous une société qui sera appelée la Société du Fou, en la forme et la manière qui s'ensuit, à savoir :
- 1. Que chacun de nous doit porter un fou d'argent ou brodé ou cousu à son habit, selon sa volonté ; et quand quelqu'un de nous ne portera pas ce fou journellement, celui de nous qui s'en apercevra, lui fera payer l'amende de trois vieux tournois, qui seront donnés aux pauvres en l'honneur de Dieu.

- 2. Nous, associés, devons tous les ans faire une assemblée où nous nous trouverons tous à Clèves le second dimanche après Saint-Michel ; et nul ne pourra départir de son, hôtellerie, ni sortir de son écurie, qu'il n'ait auparavant payé la part de la dépense faite en ladite assemblée, dont nul ne pourra s'absenter que pour cause de maladie, ou que sa résidence ordinaire fut éloignée de plus de six journées de ladite assemblée.

- 3. Si quelqu'un des associés avait querelle ou quelque inimitié avec un autre, la société les devra accommoder entre le lever et le coucher du soleil, le jour du jeudi.

- 4. Nous devons tous, dans l'assemblée, élire entre les associés un roi avec six conseillers, pour ordonner des affaires de la société, particulièrement pour régler le cours de l'année suivante, et exiger les dépenses dont les chevaliers et écuyers paieront régulièrement leur cote-part ; les seigneurs un tiers plus que les écuyers et chevaliers, et les comtes un tiers plus que les seigneurs.

- 5. Le matin de la fête de l'assemblée, nous tous associés irons ensemble dans l'église de Notre-Dame de Clèves, prier pour ceux de nos confrères qui sont décédés, et chacun y présentera son offrande. En foi de quoi, nous avons tous attaché nos sceaux à ces lettres, l'an de Notre-Seigneur 1381, le jour de Saint-Rambert.

## Commentaires
Ces patentes sont scellées de trente-cinq sceaux en cire verte, qui était la couleur des Fous. Celui du comte de Clèves est en cire rouge. L'original de ces lettres était conservé dans les archives du comte de Clèves.
On lit encore dans l'histoire des ordres religieux qu'il y a eu un ordre de chevalerie, institué à Clèves en 1380, sous le nom de la Société des Fous, le jour de Saint-Rambert, par Adolphe, comte de Clèves, conjointement avec trente-cinq seigneurs qui devaient porter sous leurs manteaux un fou d'argent, en broderie, vêtu d'un justaucorps, et d'un tissu de pièces jaunes et rouges, avec des sonnettes d'or, des chausses jaunes et des souliers noir, tenant en sa main une petite coupe pleine de fruits. Ils s'assemblaient le premier dimanche après la fête de Saint-Michel, et devaient tous se trouver à l'assemblée, à moins qu'ils ne fussent malades, ou à plus de six journées de Clèves, comme il est plus amplement porté par les lettres de cet établissement, dont l'original se trouve dans les archives de ladite ville, au rapport de Schoonebeck. On en peut voir la copie dans l'Histoire des Ordres Religieux, que nous avons déjà citée. Ces lettres sont scellées de trente-cinq sceaux, tous en cire verte, excepté celui du comte de Clèves, qui est en cire rouge. Les armes de ces seigneurs sont aussi à la première page, lesquelles Schoonebeck a fait graver dans son Histoire des Ordres Militaires. Il ajoute qu'on peut lire le reste de ce qui en est contenu dans son histoire. Mais il y a de l'apparence que ce n'est qu'une traduction qu'il a donnée de l'original, puisque le style ne se ressent pas de l'antiquité.

## Membres
On lit dans l'histoire de Cambray que l'ordre des Fous fut institué en 1381, par Adolphe, comte de Clèves, en mémoire de trente-cinq seigneurs, qui s'entr'aimaient comme frères, dont les noms qui suivent, se trouvent encore dans les registres de la ville de Clèves.
| - Le comte de Meurs. - Dideric Vaney. - Le seigneur de Meghen. - Arent Snoek. - N... Van-Bellincharen. - Guillaume de Vorst. - Othon Van-Hall. - Jean de Bylan. - Reinaud Van-Reys. | - Evert Van-Hulst. - N... de Meurs. - Guillaume de Loël. - Henri Van-Veste. - H. Rudger de Dornick. - H. Van-Ameyde. - N. Van-Hatmolen. - Jean Van-Hetterscheyde. - Jean de Bylant. | - Guillaume, seigneur d'Abcoude. - Henry de Bylan. - N.. de Buderick. - Stenon de Sculemberghe. - H. de Dipenbroek. - Herbert Van-Lewen. - Guillaume de Roede. - Evert Van-Veste. - Gery d'Ossembruck. | - Bernard Van-Inghenhave. - N. de Willacken. - Ernest de Stomey. - H. de Grutterswich. - Othon de Bylan. - Jean de Bronchorst. - Jean de Ruckehem. - Et Walrave de Benthem. |

## Conclusion
Il y a tant de rapport entre les articles de cette institution et la Mère-Folle de Dijon, laquelle avait, comme le comté de Clèves, des statuts, un sceau, et des officiers, que j'embrasse volontiers le sentiment du P. Menestrier, qui croit que c'est de la maison de Clèves que la compagnie a tiré son origine ; les princes de cette maison ayant eu des alliances avec les ducs de Bourgogne, dans la cour desquels ils étaient le plus souvent.